# Дандрум
Дандрум (англ. Dundrum; ирл. Dún Droma) — пригород в Ирландии, находится в графстве Дун-Лэаре-Ратдаун (провинция Ленстер).
Местная железнодорожная станция была открыта 10 июля 1854 года и закрыта 1 января 1959 года.